# Zsolt Baumgartner
Zsolt Baumgartner (Debrecen, 1 januari 1981) is een voormalig Hongaars Formule 1-coureur. Hij was de eerste Hongaarse coureur in de Formule 1.

## Carrière
Baumgartner begon zijn racecarrière in de Formula Renault BARC Winter Championship. Hij reed een Tatuus RC98. Hij werd zesde in dat kampioenschap. Hierna reed hij met Cram Competition in de Europese Formule Renault en de Duitse Formule Renault. In de Duitse Formule Renault won hij 3 van de 4 races die hij reed, maar omdat hij geen Duitse racelicentie had kon hij geen punten voor het kampioenschap krijgen. In de Europese Formule Renault werd hij derde, hierbij moest hij Antonio Pizzonia en Gianmaria Bruni voor zich laten. Hij stapte in 2000 over op de Duitse Formule 3. Dit werd een minder groot succes, zijn Dallara bracht hem naar een dertiende plaats in het kampioenschap. Het jaar erna reed hij ook in deze klasse, hij werd zeventiende in het kampioenschap, hij haalde 20 punten in 18 races. Ook reed hij de laatste 7 races van het Formule 3000 kampioenschap. Hij reed bij het Prost Junior Team. In 2002 ging hij naar Nordic Racing zijn Lola bracht hem naar een vijftiende plek in het kampioenschap. In 2003 stapte Baumgartner over naar Coloni, hij was tevens testrijder bij Jordan. Hij reed er de eerste 8 races en scoorde 6 punten. Hierna werd hij opgeroepen door Jordan om Ralph Firman te vervangen die gewond raakte tijdens de Duitse Grand Prix. Hij reed de Hongaarse en Italiaanse Grand Prix, hij wist geen punten te vergaren. Het volgende jaar ging Baumgartner naar Minardi, hij werd teamgenoot van Gianmaria Bruni. Hij haalde 1 punt tijdens de Grand Prix van de Verenigde Staten, dat was 1 punt meer dan zijn teamgenoot wist te vergaren. Hierna werd het stil rond de Hongaar. In 2007 werd bekend dat hij officieel test- en reservecoureur werd bij Minardi Team USA, in het ChampCar kampioenschap.